# Ruta 16 (Paraguay)
La Ruta Nacional PY16 es una carretera del Paraguay que se extiende desde el Fortín Mayor Ávalos Sánchez (sudeste de Boquerón) hasta el Hito VII, en la frontera con Bolivia. Tiene una extensión aproximada de 512 km. 
Junto con la rutas PY14 y PY15, es una de las tres rutas nacionales que el departamento de Alto Paraguay poseerá por primera vez, ayudándolo a salir del aislamiento. El tramo se extiende de sur a norte, en el centro mismo del chaco paraguayo. Gran parte de esta ruta aún es de tierra, exceptuando algunos tramos específicos.

## Ciudades que atraviesa
Las localidades más populares por las que atraviesa de sur a norte son:
| Kilómetro | Localidad                            | Departamento     | Empalme     |
| --------- | ------------------------------------ | ---------------- | ----------- |
| 0         | Fortín Mayor Ávalos Sánchez          | Presidente Hayes | PY05        |
| 36        | Paso Jordán (Desvío a Campo Aceval)  | Presidente Hayes |             |
| 65        | Desvío a Diez Leguas                 | Presidente Hayes |             |
| 74        | Desvío a Campo Largo                 | Presidente Hayes |             |
| 85        | Tiege (Fortín Boquerón)              | Boquerón         |             |
| 110       | Boquerón (Ex Neuland)                | Boquerón         |             |
| 133       | Villa Choferes del Chaco             | Boquerón         | PY09 y D093 |
| 142       | Filadelfia                           | Boquerón         |             |
| 194       | Fortín Teniente Montanía             | Boquerón         | / PY15      |
| 212       | Arco Iris                            | Boquerón         |             |
| 263       | Desvío a Fortín Carlos Antonio López | Boquerón         | D096        |
| 326       | Teniente Martínez                    | Boquerón         |             |
| 342       | Madrejoncito                         | Boquerón         | D092        |
| 360       | Fortín Madrejón                      | Alto Paraguay    | D094        |
| 435       | Agua Dulce de Santa María            | Alto Paraguay    | PY14        |
| 512       | Hito VII                             | Alto Paraguay    |             |

## Largo
| Departamento     | km  |  |  |
|                  |     |  |  |
| Presidente Hayes | 2   |  |  |
| Boquerón         | 182 |  |  |
| Alto Paraguay    | 313 |  |  |
|                  |     |  |  |
| Total            | 497 |  |  |

| Paraguay | Rutas Nacionales de Paraguay (recategorización por el M.O.P.C desde 2019) |  |
| --- | ------------------------------------------------------------------------- |  |
| PY01 - PY02 - PY03 - PY04 - PY05 - PY06 - PY07 - PY08 - PY09 - PY10 - PY11 PY12 - PY13 - PY14 - PY15 - PY16 - PY17 - PY18 - PY19 - PY20 - PY21 - PY22 |                                                                           |  |

- Datos: Q85877300